# Javania borealis
Espèce
Statut CITES
Javania borealis est une espèce de coraux appartenant à la famille des Flabellidae.